# 4179 Toutatis
4179 Toutatis/1989 AC (/tuːˈtɑːtɪs/ too-TAH-tis) là một tiểu hành tinh trong nhóm Apollo, nhóm Alinda, và tiểu hành tinh bay qua quỹ đạo Sao Hỏa.